# Shi De Yang
Shi De Yang (nascut Shi Wanfeng) és un monjo Shaolin de la 31a generació, és globalment conegut com un dels més grans exponents actuals de la cultura de Shaolin tradicional. Shi Wanfeng (史万峰) va néixer a Taikang. Va ser deixeble de Shi Suxi durant 30 anys, Shi De Yang és un dels Mestres de Shaolin que han estudiat de manera profunda els "Tres Tresors de Shaolin" : Chan (religió), Wu (arts marcials) i Yi (medicina tradicional). L'agost de 1991 va començar a exercir com el cap d'entrenadors dels Monjos Guerrers de Shaolin.
De Yang és actualment vicepresident de l'Associació d'estudi de Shaolin Kung Fu de la Xina. Assessor i cap de la Federació Internacional de Shaolin Wushu i de la Universitat d'Arts Marcials de Wuhan Shaolin Temple International Wushu Institute (中国少林寺国际武术学院). També és instructor a la seva Escola Wuseng Houbeidui Dengfeng Wuseng Houbeidui (Shàolínsì Wǔsēng Hòubèiduì 少林寺武僧后备队) a la Xina i Europa Shaolin Cultural Center a Itàlia i Suïssa. Des d'anys enrere el mestre ha estat duent a terme la labor de transmetre el kung fu tradicional a tothom, alguns dels països que ha visitat són Itàlia, Espanya, Anglaterra, Hongria, Argentina, Uruguai, Perú, Mèxic, Canadà entre d'altres per així convertir-se en el màxim exponent de la cultura de Shaolin a nivell mundial.